# Північне Командування Збройних сил США
Півні́чне Кома́ндування Збро́йних сил США (англ. United States Northern Command) (USNORTHCOM або NORTHCOM) — вище об'єднання видів Збройних сил США, у складі Міністерства оборони США яке відповідає за підготовку та ведення військових операцій США в своєї зони відповідальності на території Північній Америки (США, Канада, Мексика) на суші, морі та повітрі в смузі до 500 морських миль (930 км) навколо континенту, а також за підтримку військових контактів з військовими Канади й Мексики.
Було організоване 1 жовтня 2002 року в зв'язку з подіями 11 вересня 2001 і є одною з дев'яти Об'єднаних командувань Збройних сил США у складі міністерства оборони США.
Штаб-квартира розташована на військово-повітряній базі ПС США Петерсон, Колорадо-Спрінгс, Колорадо.

## Організаційно-штатна структура USNORTHCOM
- Командування повітряно-космічної оборони Північної Америки (NORAD) (Петерсон)
  - Шаєннський гірський оперативний центр (Петерсон)
  - 1-ша повітряна армія / Континентальні штати (CONUS) (Тиндалл, Флорида)
    - Східний сектор ППО (Гріффісс, Нью-Йорк)
      - 104-те винищувальне крило (MA ANG) (F-15C, C-26B) (Вестфілд-Барнс, Массачусетс)
      - 125-те винищувальне крило (FL ANG) (F-15A/B, C-26B) (Джексонвілл, Флорида)
        -           - 1-й авіазагін (FL ANG) (F-15A/B) (Гомстед, Флорида)

      - 158-ме винищувальне крило (VT ANG) (F-16C/D, C-26B) (Берлінгтон, Вермонт)
      - 1-й авіазагін, 119-го крила (ND ANG) (F-16A/B) (Ленглі, Вірджинія)

    - Західний сектор ППО (WA ANG) (Макхорд-Філд, Вашингтон)
      - 142-ге винищувальне крило (OR ANG) (F-15A/B, C-26B) (Портленд, Орегон)
      - 119-те крило (ND ANG) (MQ-1B Predator, C-21A) (Фарго, Північна Дакота)
      - 144-те винищувальне крило (CA ANG) (F-16C/D, C-26B) (Фресно, Каліфорнія)
        - 1-й авіазагін (CA ANG) (F-16C/D) (Марч, Каліфорнія)

      - 148-ме винищувальне крило (MN ANG) (F-16A/B, C-26B) (Дулут, Міннесота)

  - 11-та повітряна армія / Аляскинський регіон NORAD (Елмендорф, Аляска)
    - 611-й аерокосмічний оперативний центр (Елмендорф, Аляска)
    - 176-та ескадрилья повітряного контролю / Аляскинський сектор ППО (AK ANG) (Елмендорф, Аляска)

  -  1-ша авіаційна дивізія/Канадський регіон NORAD (Вінніпег, Манітоба))
  - Північна армія (США) / Командування сил армії США (FORSCOM) (Форт Сем Х'юстон, Техас)
  - Об'єднаний штаб столичного регіону (JFHQ-NCR) (Форт Леслі Макнейр, Військовий округ армії США «Вашингтон»)
    - 1-й та 4-й батальйони 3-го піхотного полку (Форт Майер, Вірджинія)
    - Військовий округ армії США «Вашингтон» (MDW) (Форт Леслі Макнейр, Колумбія)
    - 11-те крило / Військовий округ Повітряних сил США «Вашингтон» (Анакостія-Боллінг, Колумбія)
    - Військовий округ ВМС США «Вашингтон» (NDW) (Вашингтон Нейві Ярд, округ Колумбія)
    - Регіональне Командування корпусу морської піхоти «Столиця» (MCNCRC) (Квантіко, Вірджинія)

  - Об'єднана оперативна група «Аляска» (Елмендорф, Аляска)
  - Об'єднана оперативна група «Північ»

## Командування
| №  | Фото | Командувач                | Вид ЗС                     | Виконання обов'язків | Виконання обов'язків |
| -- | ---- | ------------------------- | -------------------------- | -------------------- | -------------------- |
| 1. |      | генерал Ральф Ебергарт    | Повітряні сили США         | 22 жовтня 2002       | 5 листопада 2004     |
| 2. |      | адмірал Тімоті Кітінг     | Військово-морські сили США | 5 листопада 2004     | 23 березня 2007      |
| 3. |      | генерал Віктор Ренуарт    | Повітряні сили США         | 23 березня 2007      | 19 травня 2010       |
| 4. |      | адмірал Джеймс Вінефелд   | Військово-морські сили США | 19 травня 2010       | 3 серпня 2011        |
| 5. |      | генерал Чарльз Якобі      | Армія США                  | 3 серпня 2011        | 5 грудня 2014        |
| 6. |      | адмірал Вільям Гортні     | Військово-морські сили США | 5 грудня 2014        | 13 травня 2016       |
| 7. |      | генерал Лорі Робінсон     | Повітряні сили США         | 13 травня 2016       | 24 травня 2018       |
| 8. |      | генерал Теренс О'Шогнессі | Повітряні сили США         | 24 травня 2018       | 20 серпня 2020       |
| 9. |      | генерал Глен ВанХерк      | Повітряні сили США         | 20 серпня 2020       | по т.ч.              |